# Nikolay Apalikov
Nikolay Sergeyevich Apalikov (em russo:  Николай Сергеевич Апаликов; Orsk, 26 de agosto de 1982) é um jogador de voleibol russo, integrante da equipe que conquistou a medalha de ouro nos Jogos Olímpicos de 2012, em Londres.

## Carreira
Apalikov joga na posição de meio-de-rede, onde foi eleito o melhor bloqueador da Liga dos Campeões da CEV de 2011–12, jogando pelo clube russo Zenit Kazan.
Pela seleção russa, conquistou a medalha de ouro na Liga Mundial de 2011 e na Copa do Mundo do mesmo ano. No ano seguinte foi convocado para disputar as Olimpíadas de Londres, onde a Rússia conquistou sua primeira medalha de ouro como país independente.